# Seznam grških slikarjev
Seznam grških slikarjev.

## A
- Constantine Andreou

## G
- El Greco
- Nikolaos Gyzis

## F
- Demetrios Farmakopoulos
- Fidija

## H
- Nikos Hadjikyriakos-Ghikas

## J
- Georgios Jakobides

- Andreas Kriezis

## L
- Polychronis Lembesis
- Nikiforos Lytras

## M
- Theocharis Mores

## T
- Chrisostomo Tsotso

## V
- Konstantinos Volanakis

## Z
- Jure Zadnikar (slovensko-grški)